# Batalla de Basora (1914)
La batalla de Basora fue un combate que se libró en la Primera Guerra Mundial al sur la ciudad homónima (en el moderno Irak, por entonces parte del Imperio otomano) entre británicos y otomanos entre el 11 y el 22 de noviembre de 1914. La batalla concluyó con la conquista británica de la ciudad.

## Antecedentes
Tras la conquista de Fao por los británicos, el ejército otomano empezó a concentrarse en Basora. El plan de los británicos indicaba que debían apoderarse de esta ciudad para proteger los yacimientos petrolíferos persas, así que comenzaron a ascender el río hacia ella.

## La batalla
El 7 de noviembre de 1914, las tropas británicas emprendieron la marcha de Fao a Basora. Los otomanos atacaron su campamento al amanecer del día 11, pero fueron rechazados. En consecuencia, se fortificaron en Saihan en espera de la acometida enemiga, que se verificó el 15 del mes. Los británicos vencieron en el choque e infligieron doscientas cincuenta bajas a los otomanos, que no pudieron detenerlos. La principal posición otomana se hallaba en un lugar que los británicos denominaban Sahil. Cuatro mil quinientos de sus soldados se habían atrincherado en un palmeral cercano y se protegían también en un antiguo fortín de adobe. El 19 de noviembre, dos brigadas de infantería, británica e india, acompañadas de algo de artillería y algunas unidades de caballería, avanzaron contra la posición enemiga. Un intenso chaparrón complicó la marcha, pero el fuego enemigo, mal dirigido, apenas hizo mella en los atacantes. Cuando los británicos e indios se acercaban a las posiciones enemigas, su artillería comenzó a batirlas. Cuando los asaltantes se apoderaron del fortín, el resto de las fuerzas otomanas huyó. Debido al estado del terreno, la caballería británica no pudo perseguirlas. 
Las pérdidas otomanas se calculan en unos mil hombres, mientras que los británicos perdieron unos trescientos cincuenta. A las cañoneras británicas se acercó una embarcación de la ciudad que anunció a los vencedores que los otomanos la habían evacuado y que solicitó tropas para patrullarla y evitar los saqueos. Las cañoneras trasportaron varios batallones indios a la ciudad, en la que los desembarcaron el 22 de noviembre; Basora quedó ocupada por soldados de los regimientos 104.º de Fusileros de Wellesley y 117.º de Marathas.

## Consecuencias
La captura de Basora supuso un paso importante en la consecución del objetivo británico de proteger los pozos petrolíferos persas y las refinerías. La vaguedad de las instrucciones que habían recibido los mandos hizo, no obstante, que estos decidiesen no limitarse a conservar la ciudad sino que prosiguiesen la marcha río arriba.